# Musée de l'Holocauste d'Odessa
Le musée de l'Holocauste d'Odessa (en ukrainien : Музей "Голокосту – жертв фашизму", Одеса) se situe au 111 de la rue Mala Arnautsk à Odessa.

## Historique
En 1995 l'idée d'un musée à Odessa prenait forme. L'ex-déporté, Dmitry Gutakhov, du camp de concentration de Domanivka  et de l'ex-prisonnier Nilva Efim en furent des initiateurs. L'ouverture ne se fit que le 22 juin 2009.
Le musée collabore avec l'institut Elie-Wiesel (Roumanie).

## Images

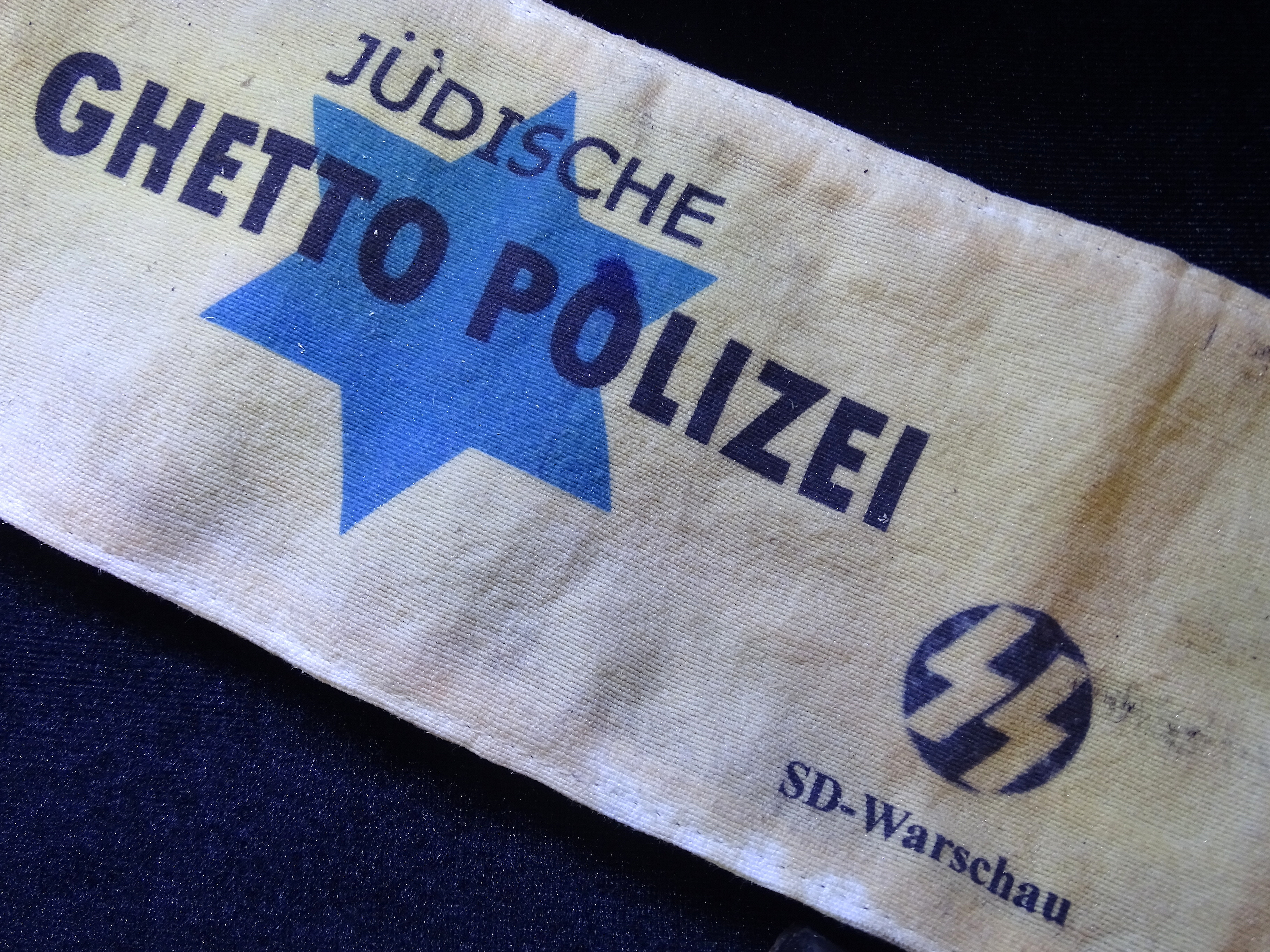
Brassard de policier juif du ghetto.

### Sources
- (uk) Cet article est partiellement ou en totalité issu de l’article de Wikipédia en ukrainien intitulé « Музей "Голокосту – жертв фашизму", Одеса » (voir la liste des auteurs).